# سسنا سایتیشن ۱
سسنا سایتیشن ۱ (به انگلیسی: Cessna Citation I) یک هواگرد ۷ نفره ساختِ کارخانهٔ سسنا در کشور ایالات متحده آمریکا است که در سال ۱۹۶۹-۱۹۸۵ ساخته شد. این هواگرد برای نخستین بار در ۱۹۶۹ میلادی مورد استفاده قرار گرفت.